# Jaguar XJ (X350)
La XJ (X350) è un'autovettura di lusso prodotta dalla Jaguar dal 2003 al 2009. 
Il modello subì due restyling: il primo, meno impattante, nel 2005, conosciuto come XJ (X356); il secondo, più profondo, nel 2007: la XJ (X358). 
La X350, con i successivi restyling, è stata la settima generazione della serie Jaguar XJ, sostituendo la precedente XJ (X308).
Sebbene siano state prodotte circa 840 vetture nel 2002 - la prima vettura di produzione era numero di telaio 442 - le consegne della X350 iniziarono nel periodo marzo/aprile 2003. Mentre la linea esteriore e gli interni erano apparentemente tradizionali e richiamavano modelli precedenti, l'auto venne completamente riprogettata. 
Il modello vide anche il ritorno della classica denominazione "XJ6", che richiamava il motore a sei cilindri, sebbene in configurazione a V e non in linea come le precedenti. Tutte le versioni erano equipaggiate solamente con il cambio automatico, che condivideva con altre Jaguar ed auto di marchi differenti di pari epoca.
La XJ X350 fu l'ultima Jaguar ad essere prodotta nello stabilimento Browns Lane di Coventry, stabilimento storico di Jaguar costruito nel 1938. In seguito alla chiusura dello stesso, nel 2005, la produzione della X350 - ora X356 - è stata trasferita a Castle Bromwich, Birmingham. 

## La X350

### Specifiche

#### l'ingegneria
Il telaio e la carrozzeria della X350 erano costruiti in lega d'alluminio. Sebbene ricordassero una struttura simile a quella dei telai e delle scocche più convenzionali in acciaio, avevano due differenze: i componenti sottoscocca erano incollati assieme mediante un adesivo epossidico utilizzato in campo aerospaziale, mentre circa 3180 rivetti in acciaio al boro zincato erano impiegati per sostenere la scocca portante. Ciascuna monoscocca utilizzava 15 fusioni di alluminio, 35 estrusioni e 284 stampaggi. Ciò portava ad un alleggerimento della struttura del 40% ed un aumento della rigidità del 60% rispetto alla precedente XJ (X308). Infatti, il peso di una vettura a passo corto (5090mm), equipaggiata con il 3.0 V6, era di soli 1545kg. Ne conseguivano migliori prestazioni, un'agilità superiore e consumi ridotti. Per ridurre i costi di riparazione delle collisioni frontali e migliorare le tariffe assicurative - aumentate per la costruzione in alluminio - il body è stato progettato per resistere a un impatto di 16km/h senza danni strutturali, utilizzando un modulo frontale imbullonato (BOFE), ed un'estrusione di alluminio idroformato con copertura in schiuma ad assorbimento di energia come traversa del paraurti. È stato, inoltre, adoperato il magnesio, materiale con la stessa resistenza meccanica dell'alluminio ma con una leggerezza superiore del 30%, per i telai dei sedili e per le traverse interne alla plancia. 

I bordi del cofano e del bagagliaio sono stati rifiniti con uno speciale adesivo "anti-flutter", per ridurre il potenziale rumore del vento.

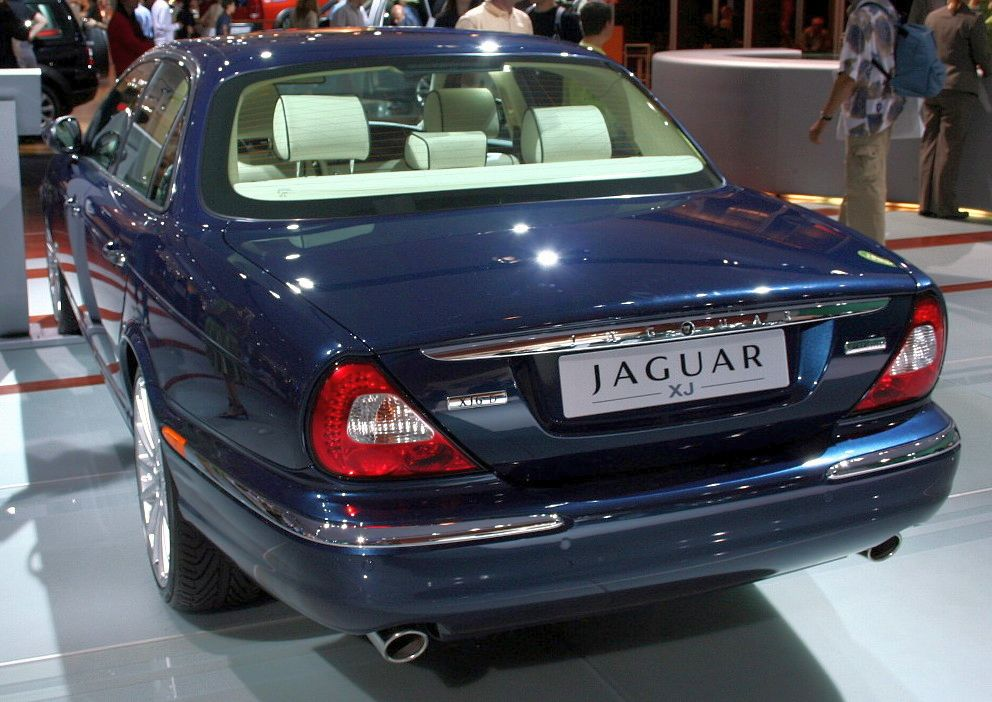
Il retro di una Jaguar X350

La nuova struttura ed il bisogno di incrementare la maneggevolezza imposero alcuni cambiamenti meccanici. La sesta generazione prevedeva delle sospensioni a doppi bracci oscillanti al posteriore, che furono sostituite, sulla X350, dal più sofisticato schema multi-link. Sempre per quest'ultima era previsto, sull'anteriore, un sistema a quadrilatero altro. Tutti i bracci erano in alluminio forgiato. Sia le sospensioni anteriori che quelle posteriori erano pneumatiche a smorzamento autoadattativo, ed autolivellanti. Esse erano controllate da una centralina apposita, posta dietro lo schienale posteriore, che, a sua volta, riceveva informazioni da 3 sensori d'altezza (2 posteriori ed 1 anteriore). Questo sistema, conosciuto come "Computer Active Technology Suspension" (CATS), regolava nell'arco di millisecondi le impostazioni degli ammortizzatori, con conseguenze sulla manovrabilità e dinamica di guida della vettura. Proprio a causa di ciò, Jaguar non ha mai offerto la selezione dell'altezza di marcia regolabile dal guidatore come, invece, facevano i concorrenti.
Le barre antirollio erano per tutte le versioni da 29mm per l'asse anteriore e 16mm per il posteriore, ad eccezione della XJ R che, vista la configurazione più sportiva, le aveva da 31mm sull'anteriore e da 17mm per il posteriore. 
Il controllo dinamico di stabilità ed il controllo di trazione erano offerti di serie, mentre il differenziale era di tipo "aperto".

#### Design
Il progetto X350 ebbe inizio nel 1996. Sotto la direzione di Geoff Lawson, all'epoca Direttore del Design Jaguar, fu nominato Fergus Pollock come direttore generale del progetto, e Tom Owen e Sandy Boyes come curatori della linea esterna. 
Nel 1999, a progetto quasi ultimato, Geoff Lawson morì in seguito ad un ictus improvviso, e a lui succedette Iam Callum, direttore del design Jaguar fino al 2019.
Le peculiarità che differenziavano la X350 dalle serie precedenti della XJ includevano dei fanali anteriori esterni più larghi rispetto quelli interni, e delle ruote che erano localizzate più vicine agli angoli della vettura, con conseguente aumento del passo, che era paragonabile a quello della prima serie della XJ. All'inizio del 2004, non furono più cromati i montanti dei finestrini delle portiere, nascondendo, di fatto, il montante centrale. Il disegno della portiera posteriore e del lunotto ricordavano le berline Jaguar degli anni cinquanta e anni sessanta.

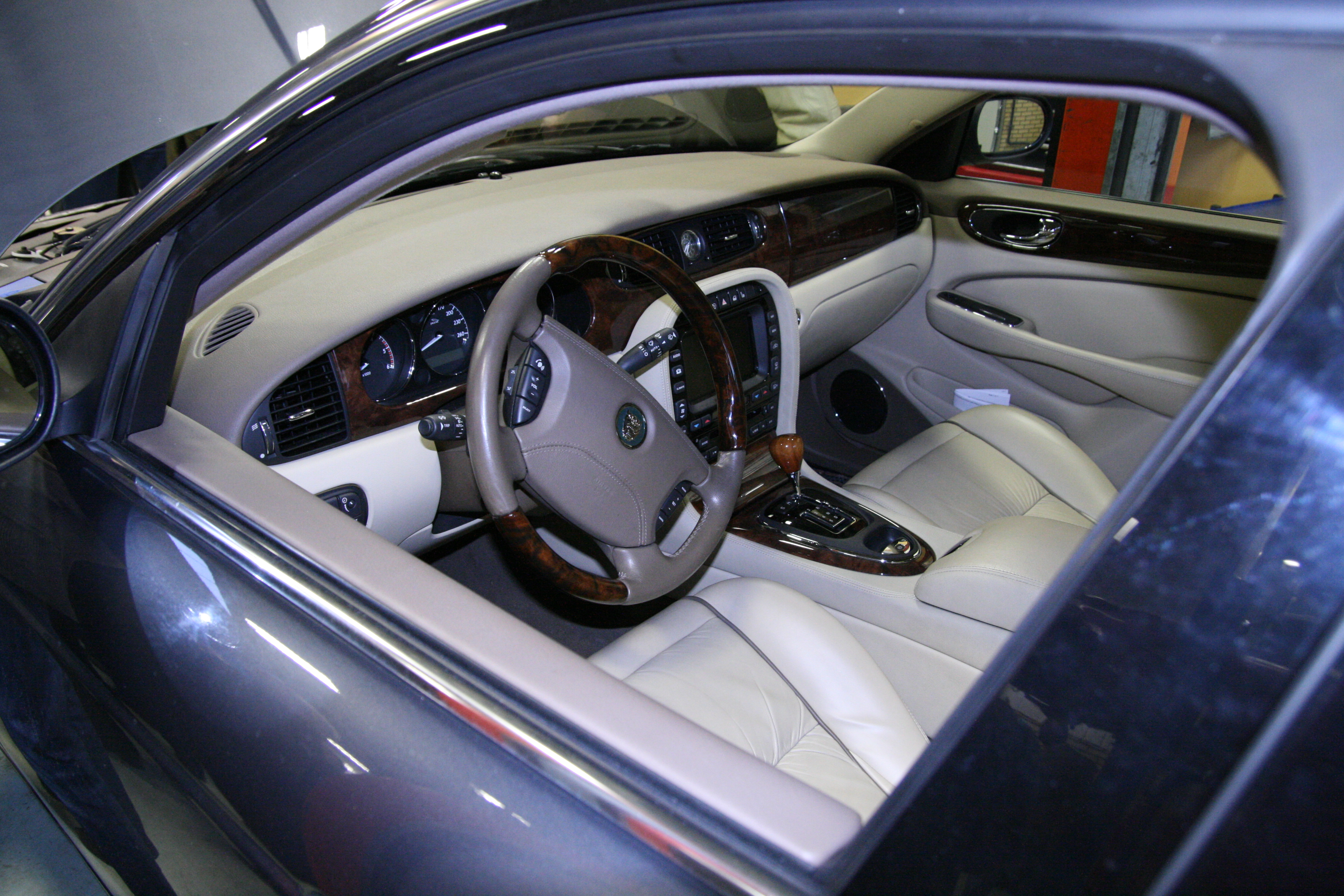
Gli interni di una Jaguar X350

Rispetto alla XJ (X308) presentava una linea più tozza, alta e spigolosa - quest'ultima caratteristica perché non era possibile modellare la lega d'alluminio secondo le esatte linee del design -, generalmente meno apprezzata rispetto alla precedente. Ciò era causato della ricerca di maggiore spazio per gambe e spalle, con anche un'altezza complessiva maggiore - soprattutto nella parte posteriore - per aumentare lo spazio per la testa e, di conseguenza, l'abitabilità interna. Inoltre, sempre se paragonata con la serie precedente, la coda risultava nettamente più alta in proporzione al resto della vettura; ciò era stato necessario per aumentare la capacità del bagagliaio, ora di 470 litri. Infatti, in fase di sviluppo, non è stato possibile allargarlo poiché la carreggiata era già stata determinata, e non è stato possibile estenderlo all'indietro a causa della lunghezza complessiva.
Le linee di chiusura del bagagliaio e del cofano sono state progettate con uno spessore uniforme di 3,5 mm, mentre quelle delle porte di 3,8 mm, senza discontinuità visibili.
Il CX era di 0,32. 

#### Dotazioni
Era possibile configurare la vettura in maniera piuttosto vasta. Le modanature - sostanzialmente piastre in alluminio con impiallacciati posti sopra di esse e ricoperte da una vernice trasparente - presentavano di serie la radica di noce, che poteva essere di tipologie differenti a seconda dell'allestimento, o l'acero “bird eye” con finitura olografica, a richiesta solo su alcuni allestimenti senza sovrapprezzo.
Il "color trim", ovvero il colore della parte superiore della plancia, dei pannelli porta, del volante e delle cinture di sicurezza era personalizzabile. I colori disponibili erano tre: "Warm charcoal" (nero) e "Mocha" (beige) e "Granite" (grigio ghiaccio).

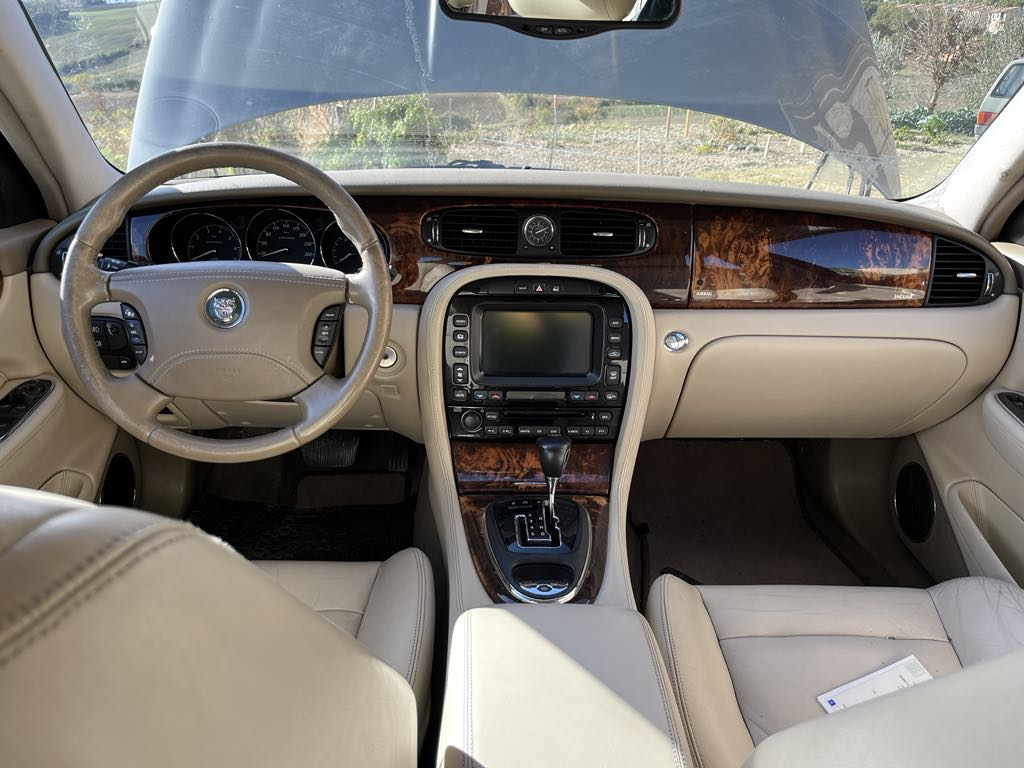
Interni di una XJ R, con modanature in radica di noce scura, sedili "R sport" in colorazione "Ivory", volante totalmente rivestito in pelle (come previsto per tale modello) e color trim "Mocha"

Per il cielo i colori disponibili erano "Champagne" (simile al "Mocha" ma più chiaro) o "Dove" (grigio-azzurro chiaro). Il tappeto - moquette - era disponibile in colorazione "Mocha" o "Flint" (nero, corrispondente al "Warm charcoal").

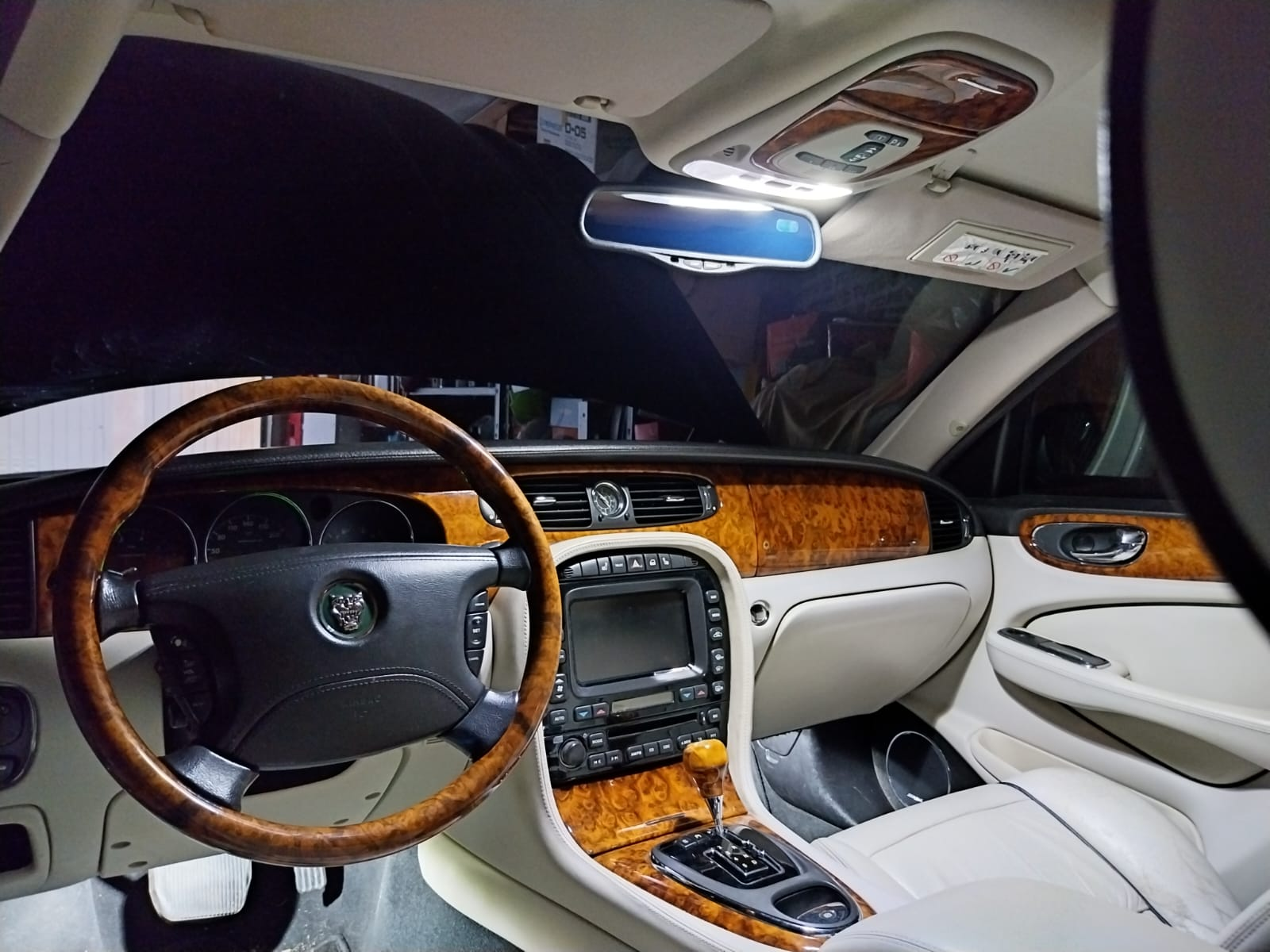
Plancia di una Super V8, con modanature in radica di noce, color trim "Warm charcoal" e volante interamente in radica.

Le opzioni previste per la selleria erano diverse: "Warm charcoal" (nero), "Dove", "Cramberry" (rosso) e "Ivory" (avorio). "Cranberry" era disponibile solo sugli allestimenti "R performance" o nel pacchetto "pelle a grana morbida" (di serie sulle Super V8). "Ivory" era una opzione a sovrapprezzo su tutte le versioni. Era offerto anche il "piping", ovvero una striscia a bassorilievo in prossimità delle cuciture dei sedili e dei pannelli porta, tipica delle vetture di lusso inglesi; esso era dello stesso colore del "color trim", ed era previsto di serie sulla Super V8 e parte del pacchetto "pelle a grana morbida" sulle altre versioni, con sovrapprezzo. 
Il volante poteva presentare tre impugnature differenti: pelle e radica, offerto nelle dotazioni base, tutto pelle, offerto negli allestimenti "R sport" e di serie sulle XJ R, e tutto radica, offerto come dotazione di serie solo per la Super V8.

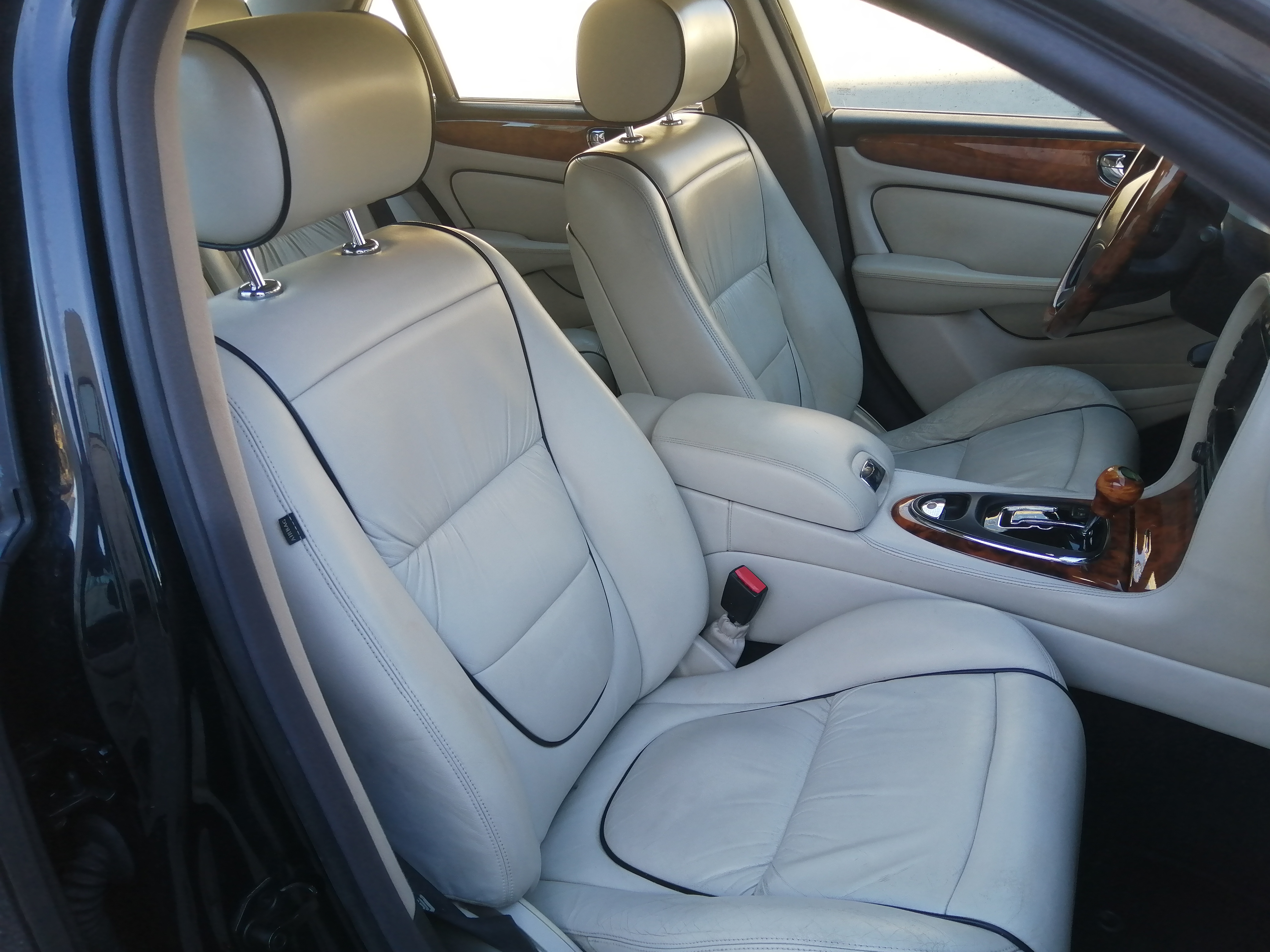
Selleria di una Super V8 con pacchetto "pelle a grana morbida" in colorazione "Ivory". E' possibile vedere il "piping", in questo caso nero, in corrispondenza delle cuciture.

Erano offerti di serie, tra le altre cose, l'autoradio della Alpine, il climatizzatore automatico bi-zona (il quadri-zona era disponibile solo sui veicoli a passo lungo), specchi retrovisori elettrocromici auto-oscuranti con bussola, volante, pedali e sedili anteriori regolabili con tre memorie, sedili anteriori, posteriori e volante riscaldabili con tre regolazioni d'intensità, telefono cellulare precablato, tendina parasole per lunotto posteriore elettrica e sensori di parcheggio anteriori e posteriori. 

Gli optional erano molti. Tra i principali, un'interfaccia touch screen per il controllo dei parametri della vettura, il navigatore satellitare, un telefono Bluetooth, un impianto multimediale posteriore con Bluray e DVD, fari allo xeno, cruise control, sistema audio Alpine Premium da 320 watt con 12 altoparlanti, tavolini da picnic rifiniti in radica (abbinata a quella delle modanature), schienali posteriori e poggiatesta abbinati regolabili elettronicamente con funzione lombare, tappetini in lana d'agnello, tendine parasole manuali per finestrini posteriori, tetto panoramico apribile. Era anche offerto il sistema "Jaguar Voice" per la segnalazione di vari messaggi tramite una voce sintetizzata da un computer. 

### Motori, versioni e trasmissioni
| Versioni       | Sigla motore | Tipo                                               | Potenza e coppia @giri al minuto | Cilindrata, Alesaggio X Corsa          |
| -------------- | ------------ | -------------------------------------------------- | -------------------------------- | -------------------------------------- |
| XJ TDVi        | DT17         | 2,7 L, V6, Diesel, biturbo                         | 204 CV @4000, 435 N•m @1900      | 2.720 cm³ biturbo, 81mm x 88mm         |
| XJ6            | AJ30         | 3,0 L, V6, benzina, AJ-V6                          | 238 CV @6800, 293 N•m @4100      | 2.967 cm³, 89mm x 79,5mm               |
| XJ8            | AJ33/34      | 3,6 L, V8, benzina, AJ-V8                          | 258 CV @6250, 345 N•m @4200      | 3.555 cm³, 86.0 x 76.5 mm              |
| XJ8            | AJ33/34      | 4,2 L, V8, benzina, AJ-V8                          | 298 CV @6000, 411 N•m @4100      | 4.196 cm³, 86mm x 90,3mm               |
| XJR - Super V8 | AJ33/34 S    | 4,2 L, V8, compressore volumetrico, benzina, AJ-V8 | 396 CV @6100, 541 N•m @3500      | 4196 cm³ sovralimentato, 86mm x 90,3mm |

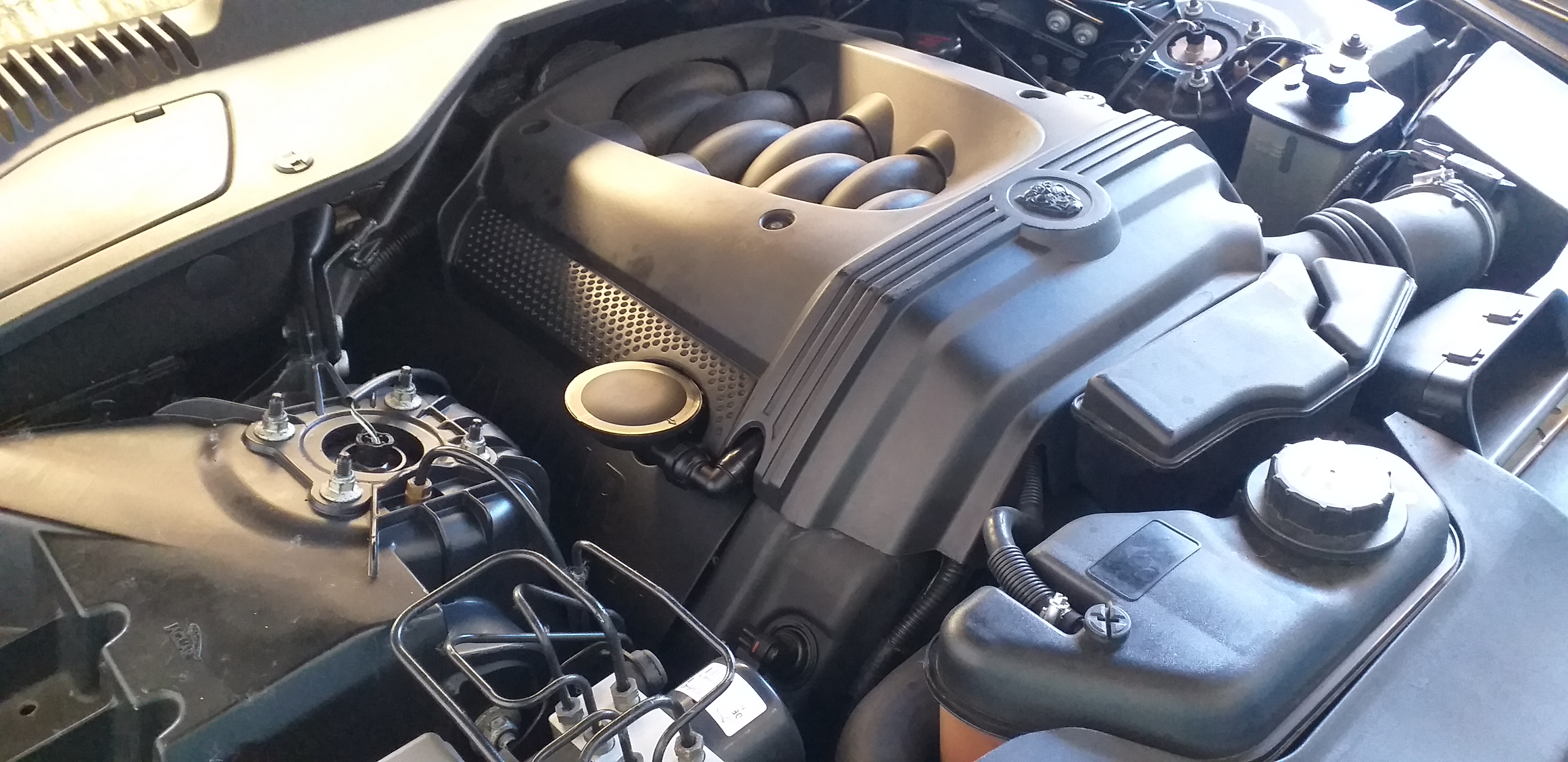
Vano motore di una XJ8 aspirata, con l'AJ33 da 298 cavalli

Come la generazione che sostituiva, la X350 ereditò la configurazione V8 a 4 valvole per cilindro e doppio albero a camme in testa; ma su di essa venne adoperata la nuova versione da 4.2 litri, con potenze superiori e miglioramenti generali in tutta la gamma rispetto ai precedenti 4.0 litri. Questi ultimi, uno aspirato ed uno sovralimentato tramite compressore volumetrico, vantavano una potenza, rispettivamente, di 290 CV e 370 CV. Le nuove versioni da 4.2 litri, introdotti da pochissimo sulle S-Type, erogavano 298 CV per le versioni aspirate e 395 CV per le sovralimentate. 

Un nuovo motore V8 da 3,6 litri (denominato come 3.5), fu introdotto per il mercato europeo; erogava 258 CV, ed era volto a sostituire il precedente V8 da 3,2 L e 240 CV. Interessante notare come il 3.5 fosse derivato direttamente dal 4.2 (quindi dal 4.0), e non dal 3.2 che sostituiva, con una diminuzione della corsa del pistone che lo rendeva l'unico 8 cilindri superquadro della gamma. 

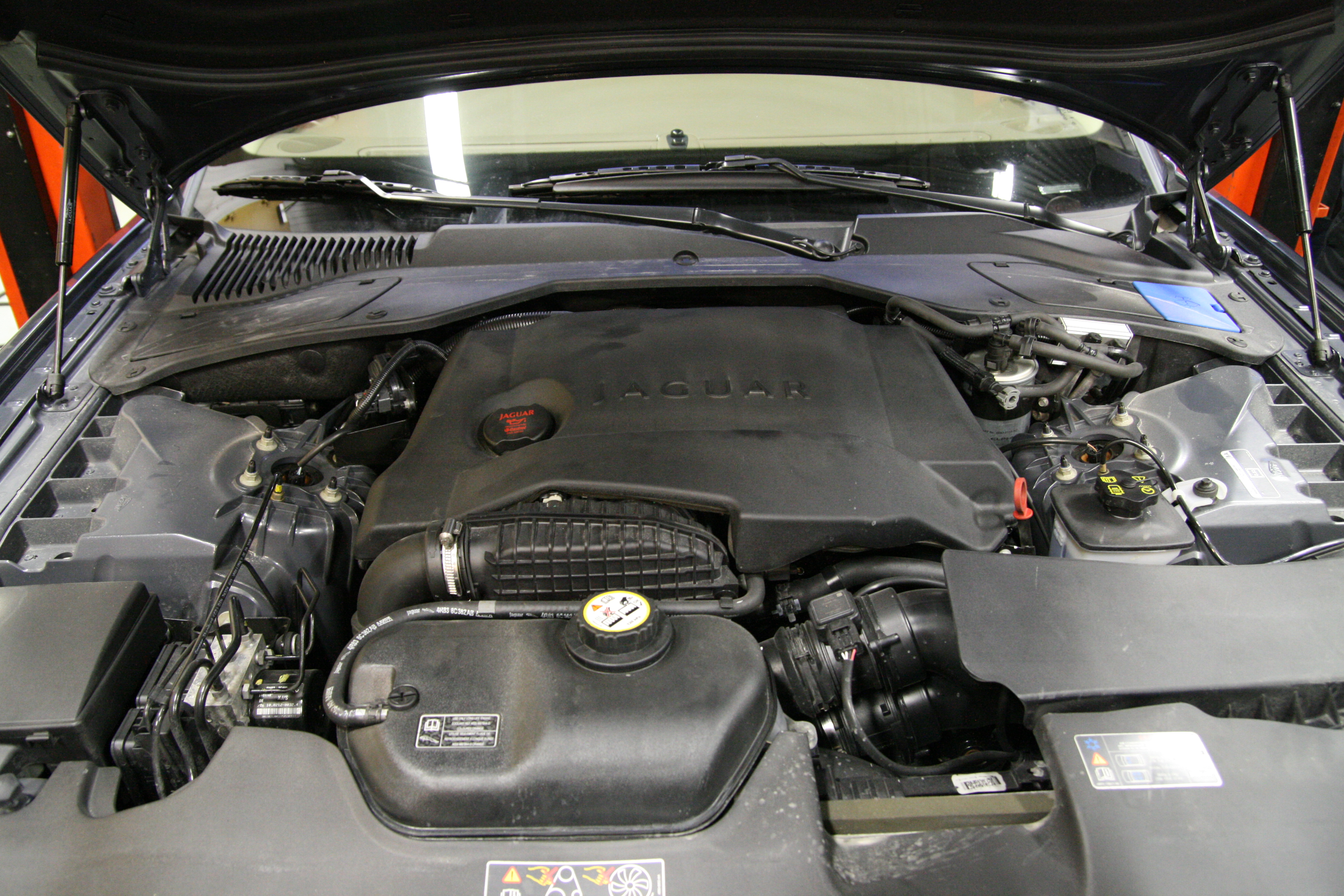
Il vano motore di una XJ TDVi, con il DT17 2.7 Diesel biturbo.

 Venne anche introdotto il primo V6 della serie XJ, denominato AJ-V6 (AJ30 nella versione da 3 litri prevista per la X350), già installato sulla X-Type e sulla S-Type, in cilindrate pari o inferiori. Esso altro non era che il V6 Duratec Ford, un motore inizialmente sviluppato da Porsche ed in seguito acquistato dalla Ford Motor Company con Cosworth che ne rielaborò ulteriormente il progetto. La versione Jaguar presentava diversi aggiornamenti, tra cui la fasatura variabile delle valvole, teste riprogettate da Jaguar stessa e bielle in polvere di metallo forgiata. 

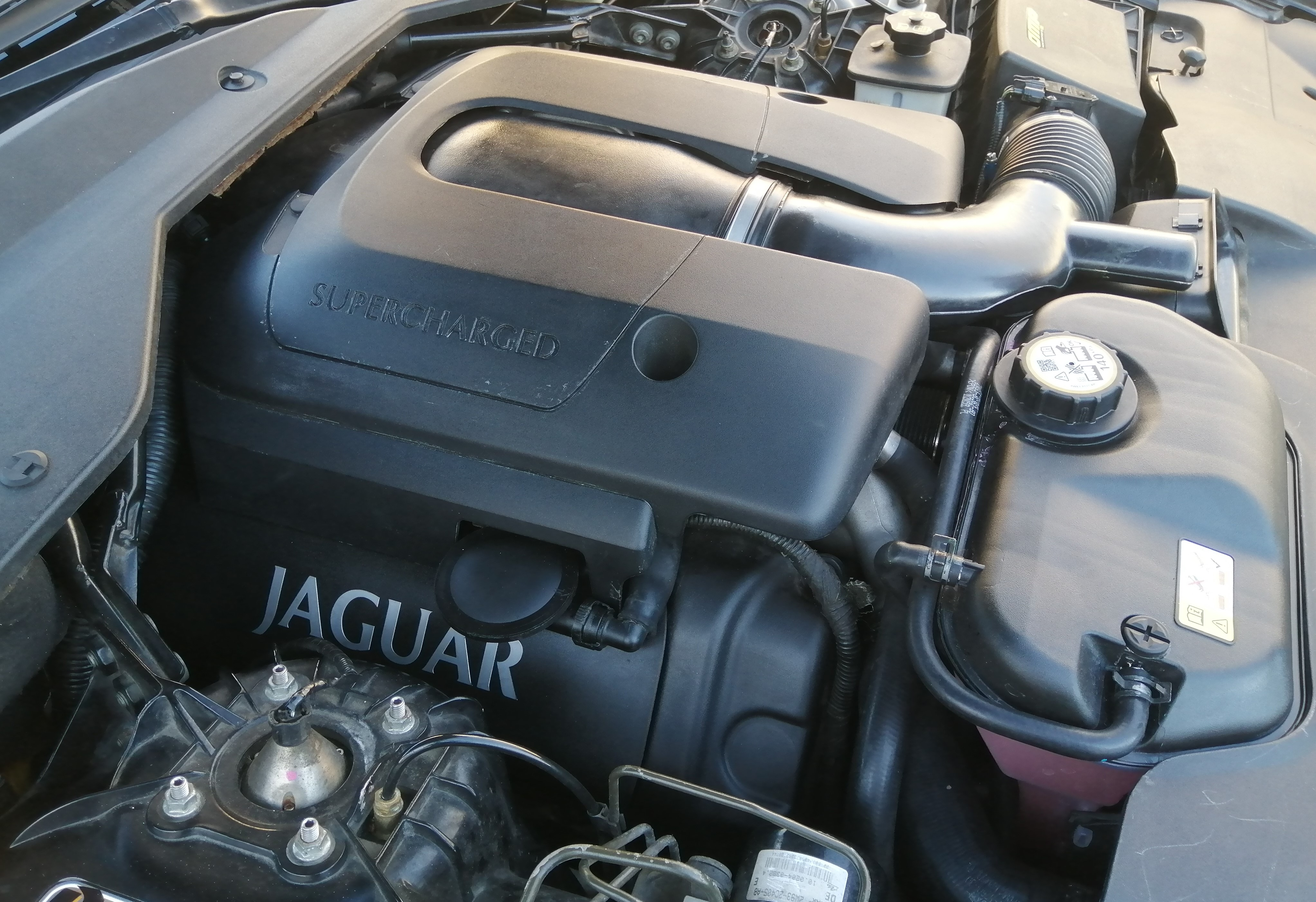
Vano motore di una XJ R, con l'AJ33S da 396 cavalli

Per la prima volta, nel 2005, venne adoperato un propulsore diesel sull'ammiraglia della casa inglese. Era il V6 sovralimentato da 2,7 L di cilindrata della serie DT di PSA, presente anche su modelli di altre case automobilistiche europee. Sovralimentato tramite due turbo a geometria variabile, uno per bancata, e dotati ognuno di un intercooler proprio per lo scambio di calore con l'esterno, erogava 204 CV di potenza e 435 N•m di coppia.
I V8 sovralimentati erano distinguibili dalle versioni aspirate per la scritta "Supercharged", sigla indicante i motori più performanti, posta sui due intercooler aria-acqua nella parte superiore del motore, e dal caratteristico suono che emettevano in fase di accelerazione.
Tutte le versioni avevano il motore montato anteriormente e la trazione posteriore. 

#### LaXJ TDVi
Introdotta nel 2005, essa era mossa, come suggerisce il nome, da un motore Diesel. Come detto precedentemente, erogava 204 CV di potenza e 435 N•m di coppia. Possedeva dei supporti del motore attivi, cioè a controllo elettronico dello smorzamento, in maniera tale da attutire le vibrazioni durante la marcia. 
La vettura passava da 0 a 100 km/h in 8.1 secondi per una velocità massima di 225 km/h, con un consumo misto dichiarato di 8.1 litri/100km.
Purtroppo l'affidabilità di questo motore si è rivelata carente negli anni, specie per i dispositivi anti-inquinamento di cui era dotato, che hanno portato alla rottura di migliaia di veicoli, anche al di fuori di Jaguar. È consigliabile eseguire la manutenzione periodica su questi propulsori non oltre i 10.000 km.

#### LaXJ6
Equipaggiata con il già citato AJ-V6 nella versione di tre litri, era la versione più economica dopo la XJ TDVi. Era equipaggiata, di serie, con i cerchi "lega luxury" e, a richiesta, "lega dynamic". Poteva avere gli allestimenti "executive" o "sovereign". 
Le prestazioni dichiarate erano, come per la TDVi, di 8.1 secondi nello 0-100, ma con una velocità massima di 233 km/h. I consumi dichiarati erano di 10,5 litri/100km nel ciclo misto.

#### LaXJ8
Disponibile, come suggerisce il nome, solo nelle motorizzazioni ad 8 cilindri aspirate, la XJ8 si poneva a metà gamma, con motori da 3.5 litri (solo per l'Europa) e 4.2 litri. Era possibile l'opzione LWB (passo lungo) denominata XJ8 L, che aumentava lo spazio per le gambe dei passeggeri posteriori, e portava la lunghezza della vettura fino a 5.215 mm (205,3 pollici), rendendola la vettura più lunga mai prodotta da Jaguar. Anche l'altezza aumentava, passando dai 1.448 mm della SWB (passo corto) a 1.455 mm. Il tutto con un peso aggiuntivo di soli 30kg.
La versione 3.5 poteva presentare l'allestimento "sport", mentre la 4.2 quello "executive" o "sovereign".
Lo 0-100 della versione 3.5 litri era di 7.6 secondi per una velocità massima di 240 km/h ed un consumo misto di 10.7 l/100 km.
La versione 4.2 compieva lo 0-100 in 6.6 secondi ed era limitata elettronicamente a 155 mph (249 km/h)
A differenza del V8 sovralimentato, che dovrà aspettare fino al primo restyling "X356", i V8 aspirati erano dotati di VVT (fasatura variabile delle valvole).

#### LaXJ R

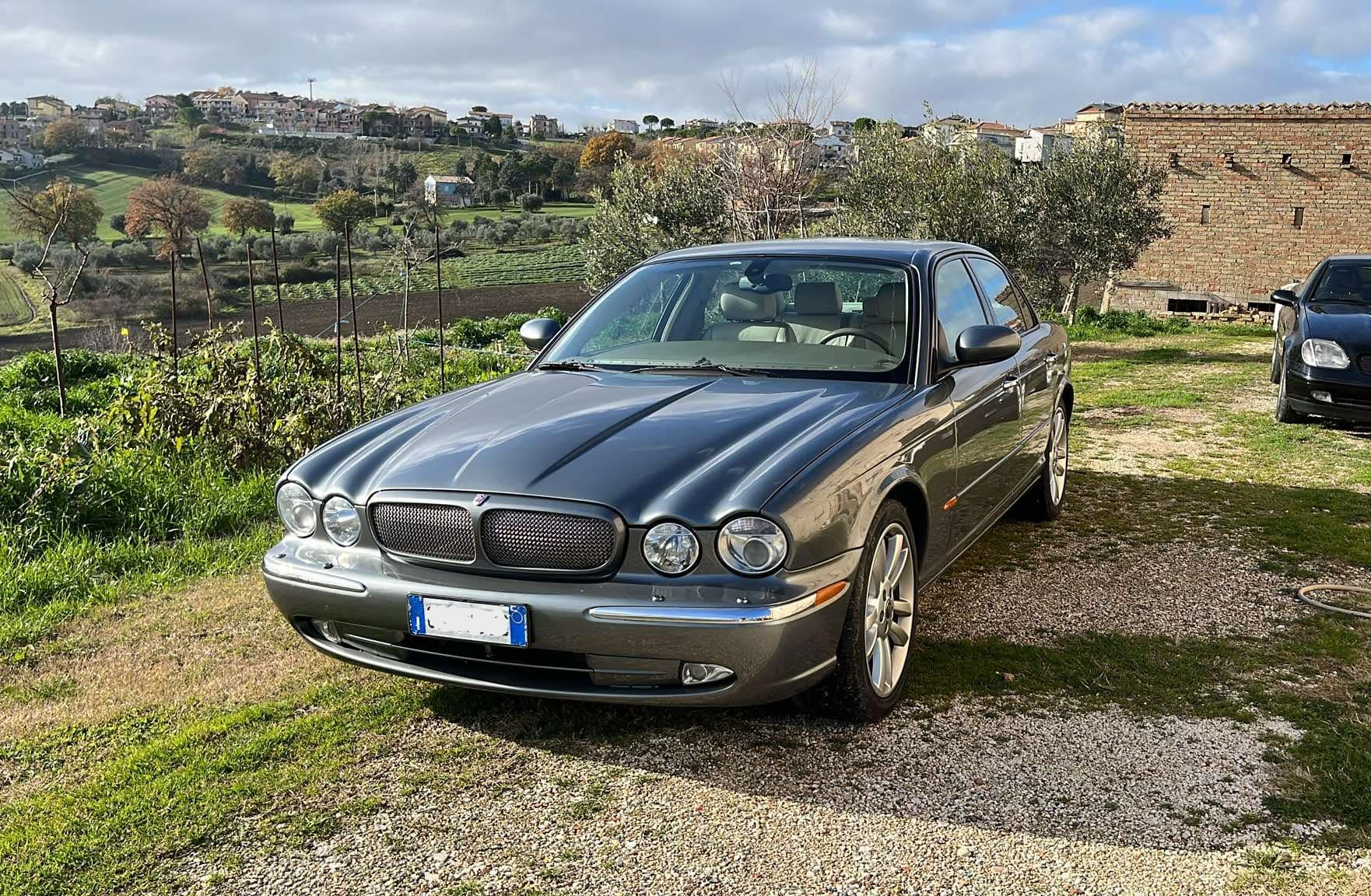
Jaguar XJ R, con griglia a nido d'ape e cerchi "lega performance" da 19"

La versione sportiva della gamma, denominata con l'esclusiva sigla "R Performance" che faceva allestimento a sé, all'uscita era la vettura prodotta in serie più veloce di cui Jaguar disponesse. Era equipaggiata dal V8 4.2 litri sovralimentato tramite compressore volumetrico Eaton M112 (presente anche su alcune vetture americane), che sviluppava 396 cavalli a 6100 giri al minuto, e 541 Newton per metro a 3500 giri. A differenza del V8 aspirato, era dotato di bielle e pistoni in alluminio forgiato, ugelli che spruzzavano olio per migliorare il raffreddamento, e un sistema di raffreddamento formato da 6 radiatori. Si distingueva dalle versioni sottostanti per una calandra a nido d'ape, cerchi "lega performance" da 19'' o gli opzionali in "lega sepang" da 20'' BBS scomponibili, pinze Brembo monoblocco a 4 pistoni verniciate in argento e posizionate su tutte e quattro le ruote, badge "R performance" posizionati sotto le frecce laterali, e il badge "XJ R" posizionato alla sinistra dell'alloggiamento della targa posteriore, come tutti i badge che distinguevano le varie versioni. Altre caratteristiche minori si riscontravano negli interni. Le sospensioni pneumatiche erano soggette ad una diversa taratura rispetto a quelle delle versioni aspirate, per prediligere la guida sportiva, e disponeva di barre antirollio maggiorate. 
La XJ R impiegava 5.3 secondi per passare dallo 0-100, 11,5 secondi per arrivare a 160 km/h, ed aveva una velocità massima limitata elettronicamente di 249 km/h. Il consumo misto si attestava a 12.3 l/100.

#### LaSuper V8

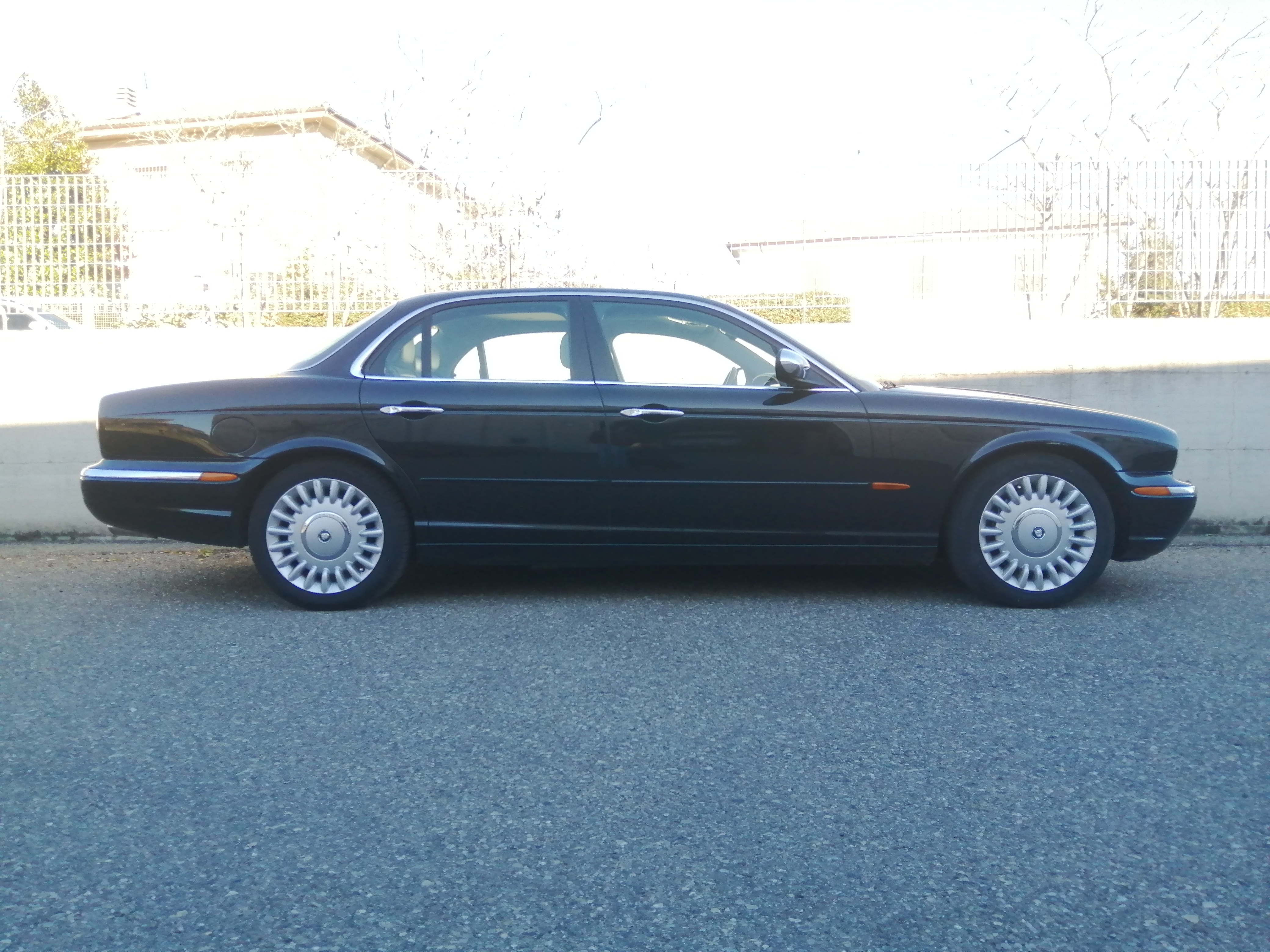
Super V8 a passo corto (opzione divenuta optional da 2004) vista di profilo, con cerchi "lega prestige" da 18" e cupole degli specchietti cromate

All'apice di tutte le versioni vi era la Super V8. Si distingueva per il badge posteriore "Super V8" cerchi da 18'' in "lega prestige" o quelli da 19'' in "lega custom", la calandra e gli specchietti con le cupole cromate. Inizialmente prodotta a passo corto, questa divenne un'opzione quando, nel 2004, venne deciso di produrla a passo lungo. Essa condivideva tutta la meccanica con la XJR e, come quest'ultima, faceva allestimento a sé, con la maggior parte delle dotazioni opzionali per le altre versioni offerte di serie. La Super V8 presentava comunque alcune differenze, essendo la versione più improntata al lusso. Ciò comportava dotazioni di serie che, sulla XJR e sulle altre versioni erano opzionali o addirittura non disponibili. Alla luce di ciò, aveva un settaggio delle sospensioni pneumatiche dedicato, che la rendeva più rigida delle vetture aspirate ma più morbida della XJR; da quest'ultima ereditava le pinze freno, ma non le barre antirollio maggiorate, mantenendo quelle standard. Le prestazioni erano pari o comunque molto vicine alla versione sportiva, così come i consumi. A richiesta si potavano trovare i tavolini da picnic, i tappetini in lana d'agnello, il climatizzatore quadri-zona, il bracciolo centrale fisso (che riduceva i posti da 5 a 4), il tettuccio panoramico, la griglia a nido d'ape come quella della XJR ed altri dettagli minori.
Dalla Super V8 derivano le ancor più esclusive versioni "Daimler Super Eight" e "Super V8 Portfolio", entrambe dotate della stessa meccanica. La prima era un'edizione ancora più lussuosa e limitata della Super V8, con marchio Daimler che, come di consuetudine, presentava caratteristiche uniche, tra cui modanature in legno di noce con strisce di bosso intarsiato, calandra e basamento del bagagliaio scanalati. 
La seconda era un'edizione speciale; la sigla "Portfolio" indica esattamente le vetture prodotte in serie limitata da Jaguar. Fu presentata al salone dell'automobile di New York del marzo del 2005. Si differenziava per due prese d'aria laterali cromate poste dietro le ruote anteriori, cerchi da 20'' dedicati, terminali di scarico maggiorati, interni in pelle "all black" e modanature in radica di noce più scura di quella tradizionale utilizzata sulle X350. Era disponibile in soli due colori: Black Cherry e Winter Gold.
Le concorrenti della Super V8 erano la Maserati Quattroporte V e la Mercedes Classe S 550. 

### Trasmissioni
Abbinato ad ogni motorizzazione disponibile sulla X350, vi era un cambio automatico a 6 rapporti con convertitore di coppia. Nella fattispecie, si trattava dello ZF 6HP26, prodotto tra il 2000 e il 2014. 
L'unica differenza che vi era tra le versioni V6 e quelle V8 era la forma della campana; infatti nelle versioni 8 cilindri era più stretta, per permettere la presenza dei catalizzatori.

### Le dimensioni
La X350 era disponibile con due telai a passi differenti. 
Quello corto aveva un passo di 3.034mm, una lunghezza 5.090mm ed un'altezza di 1.448mm
Quello lungo (XJ8 L, Super V8) possedeva un passo di 3.159mm, una lunghezza 5.215mm ed un'altezza di 1.455mm. 
Per entrambe le versioni, la larghezza totale era di 2.108mm, la carreggiata dell'asse anteriore 1.556mm mentre quella dell'asse posteriore era di 1.546mm.
Il raggio di sterzata delle versioni a passo corto era di 11.7m, mentre per quelle a passo lungo era di 12.04m
Sulle X350, la massa massima caricabile sul tetto è di 75kg, quella trainabile è di 750kg (rimorchio non frenato) o 1900kg (rimorchio con freno)

## La X356
Introdotta nel 2005, apportava modifiche principalmente di carattere tecnico. Era riconoscibile per la mancanza delle strisce paracolpi sulle portiere, frecce laterali ovali diverse dalle precedenti, e cornici di finestrini, lunotto e parabrezza non più cromate ma nero lucido che facevano pendant con i montanti delle portiere. 
L'aggiornamento più importante riguarda la revisione dei V8, ora con sigla AJ34/AJ34S rispetto agli AJ33/AJ33S delle precedenti X350. Su questi nuovi propulsori spicca l'adozione della fasatura variabile delle valvole, per la prima volta, anche sui motori sovralimentati, portando la potenza massima da 396 a 406 cavalli (DIN). 
Inoltre l'elettronica è stata rivista completamente a causa delle nuove normative anti-inquinamento, con l'adozione di nuovi sistemi volti a ridurre le emissioni e molte componenti elettroniche differenti (tra cui EGR e corpo farfallato).
La X356, anche nelle versioni sovralimentate, perdeva i precedenti Brembo a 4 pistoni, sostituendoli con pinze ATE a due pistoni e dischi da 355mm sull'asse anteriore invece dei precedenti da 365mm.

## La X358
La Jaguar XJ (X358) è stata la versione rivista della X350. Fu mostrata al pubblico la prima volta nel febbraio del 2006 ed entrò in produzione nell'anno successivo.
Sin dal suo lancio nel 2003, la XJ (X350)  raccolse parecchie critiche dai giornalisti specializzati. Essi asserivano che la vettura aveva una linea “vecchia” e molto poco moderna rispetto a quella della vettura antenata. Molti giornalisti citavano anche il fatto che molto dell'antica gamma voluta da William Lyons era stato perso nel passaggio dalla Serie 1 alla Serie 2, sebbene sottopelle si nascondeva una meccanica molto avanzata che la poneva vicina al top nella sua categoria.
A seguito di queste critiche e con l'intento di incrementare le vendite, la Jaguar lanciò la nuova serie della XJ. Per la nuova vettura fu rivista la calandra, anche se vennero conservate alcune caratteristiche della serie precedente, e non fu quindi seguito il contemporaneo linguaggio stilistico della XF. La calandra ora era più sporgente nei confronti dei paraurti e ciò portò ad un frontale più aggressivo. Il logo della Jaguar sulla vettura fu cambiato; dall'ornamento in tre dimensioni posizionato sul cofano si passò al volto del giaguaro, simbolo della Casa automobilistica, all'interno della calandra come sulla XK e sulla XF. I fanali anteriori subirono dei leggeri cambiamenti, mentre gli specchietti retrovisori incorporavano ora gli indicatori di direzione laterali. I parafanghi anteriori furono ridisegnati per ospitare delle prese d'aria laterali, che una volta erano prerogativa solo della Super V8 Portfolio e della XJR. Esse ricordavano quelle previste da Ian Callum per la seconda serie della XK. Inoltre furono oggetto di un restyling le bandelle sottoporta, i paraurti posteriori e le luci della coda. Gli interni furono leggermente rivisti; vennero rimodellati i sedili anteriori per consentire un contenimento più marcato agli occupanti e fu aumentato lo spazio per le gambe dei passeggeri posteriori.
Questi cambiamenti non vennero apportati unicamente allo scopo di contrastare i bassi livelli di vendita, ma anche per mantenere attuale il modello corrente fino all'arrivo della nuova XJ, ossia la X351.
La X358 partecipò alla trasmissione televisiva di BBC TwoTop Gear, dove fu guidata da Basilea alla Blackpool Tower, dell'omonima cittadina, con un solo pieno di carburante. Dopo aver guidato per circa 800 miglia, il pilota constatò che era presente sufficiente carburante per guidare ancora 120 miglia. 

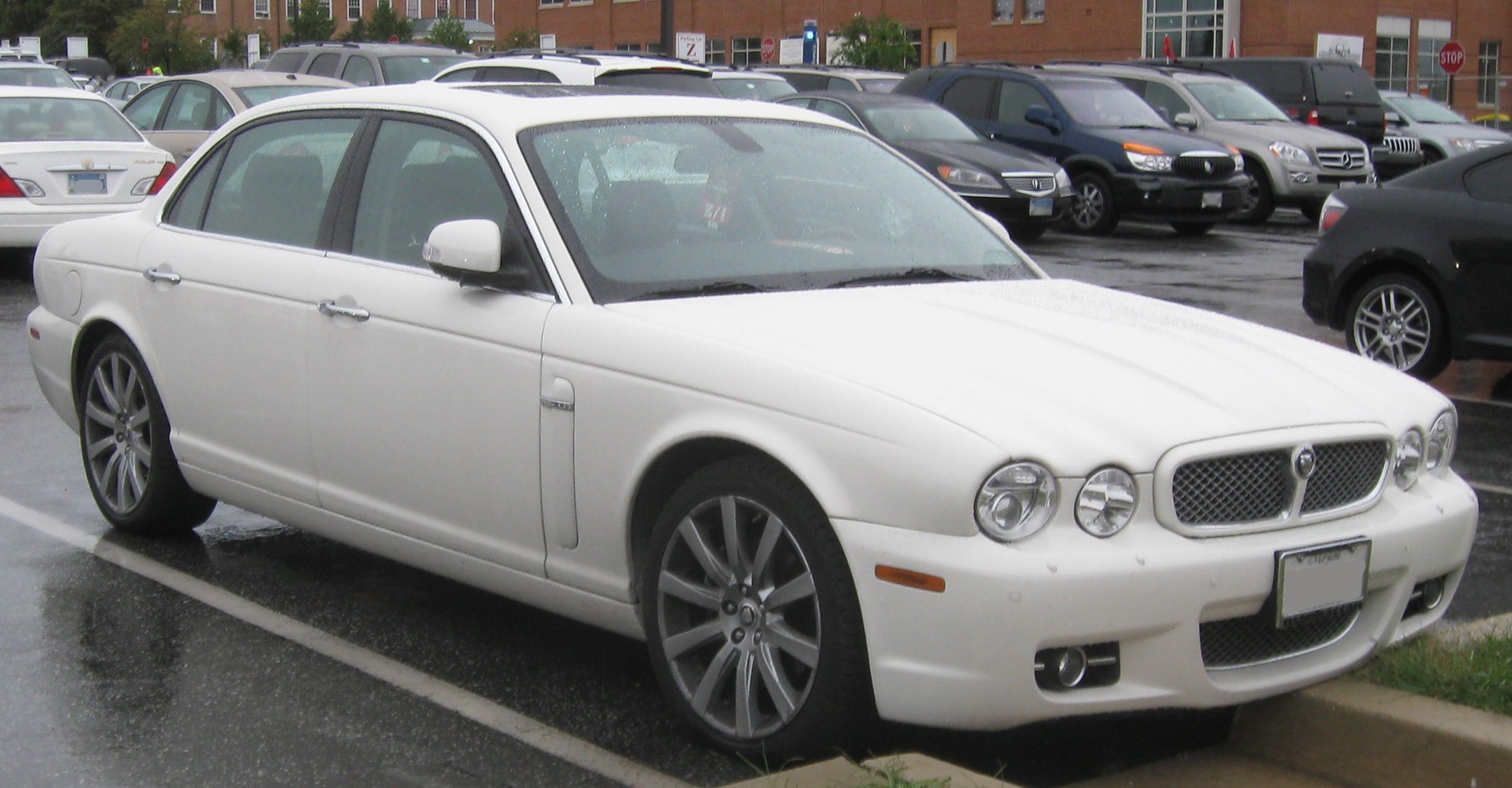
Una Jaguar X358

La X350 era disponibile con due telai a passi differenti. Quello corto aveva un passo di 3.033 mm, una lunghezza 5.090 mm ed un'altezza di 1.448 mm, mentre quello lungo possedeva un passo di 3.160 mm, una lunghezza 5.215 mm ed un'altezza di 1.455 mm. La larghezza rimaneva immutata per entrambe le versioni (1.943 mm).
Tutte le versioni avevano il motore montato anteriormente e la trazione posteriore.
I propulsori offerti erano i medesimi della X350, vale a dire il V6 da 3 L di cilindrata, ed i V8 AJ-V8 da 3,5 L e 4,2 L (disponibile in versione aspirata o sovralimentata), oltre al V6 Diesel 2,7 L.

### Specifiche

#### Modelli
| Modelli          | Executive                   | Sovereign                   | XJR                     | Super V8                |
| ---------------- | --------------------------- | --------------------------- | ----------------------- | ----------------------- |
| Motori           | 2,7 L Diesel, 3,0 L , 4,2 L | 2,7 L Diesel, 3,0 L , 4,2 L | 4,2 L sovralimentato    | 4,2 L sovralimentato    |
| Passo            | corto, lungo (optional)     | corto, lungo (optional)     | corto                   | corto (optional), lungo |
| Ruote (di serie) | In lega Carelia 8.5Jx19     | In lega Polaris 8.5Jx19     | In lega Carelia 8.5Jx20 | In lega Carelia 9Jx20   |

#### La commercializzazione nel Regno Unito
Nel novembre del 2007 i modelli della XJ disponibili nel Regno Unito furono:
- XJ 2,7 L Diesel Executive
- XJ 2,7 L Diesel Sport Premium
- 3,0 L Executive
- 2,7 L, 3.0 L, e 4,2 L Sovereign
- 4,2 L XJR sovralimentata
- Daimler Super Eight

Le versioni da 2,7 L Diesel e 3 L benzina erano conosciuti come XJ6, dato che i loro propulsori erano a sei cilindri, mentre le versioni da 4,2 L erano note analogamente come XJ8. Le vetture con il motore V8 da 3,5 L non erano commercializzate nel Regno Unito.

#### La commercializzazione in Germania
Nel maggio del 2007 erano disponibili in Germania queste versioni:
- XJ6 2,7 L Diesel Classic
- XJ6 2,7 L Diesel Executive
- XJ6 3,0 L Executive
- XJ8 3,5 L Executive
- XJ8 4,2 L Executive
- XJ6 2,7 L Diesel Sovereign
- XJ8 3,5 L Sovereign
- XJ8 4,2 L Sovereign
- XJR
- Daimler Super Eight

#### La commercializzazione negli Stati Uniti
Al maggio 2007 erano disponibili negli Stati Uniti le seguenti versioni:
- XJ8 4.2L
- XJ8L 4.2L
- XJ Vanden Plas (questo modello era l'equivalente delle versioni Sovereign in Europa)
- XJR
- XJ Super V8

La XJ6 e la XJ 2,7 Diesel non erano disponibili negli Stati Uniti. La lettera “L” nella sigla XJ8L indicava il passo lungo.

## La XJ nei media
- All'uscita, nel 2003, una XJR è presentata da Jeremy Clarkson in un episodio di Top Gear .[4]
- Una XJ6 compare in un episodio di Top Gear in una prova con James May
- In Casino Royale è possibile vedere diverse XJ X350 durante le scene, tra cui una XJR guidata dall'antagonista ed una XJ8 L nella scena finale del film.